# Austroperipatus superbus
Austroperipatus superbus är en klomaskart som beskrevs av Reid 1996. Austroperipatus superbus ingår i släktet Austroperipatus och familjen Peripatopsidae. Inga underarter finns listade i Catalogue of Life.